# Sunology
Sunology es una empresa francesa especializada en la fabricación y comercialización de sistemas de paneles fotovoltaicos y baterías de almacenamiento de energía.

## Presentación
Sunology, con sede en Nantes y fundada por Vincent Arrouet y Pascal Janot, está activa en el campo de la energía solar. La empresa vende:
- "PLAY": una estación solar lista para enchufar en un tomacorriente
- "HOME": una plataforma de techos solares personalizados implementados de forma remota y en 3D[4]
- "CITY": una estación solar dedicada a estilos de vida urbanos[5]
- "PLAY Max": una estación solar lista para enchufar con batería integrada[6]

Sunology también ha desarrollado una aplicación de monitoreo de producción solar llamada "STREAM".

## Historia
Después de 10 años en Renault, Vincent Arrouet se volcó al campo solar en 2009. Conoció a Pascal Janot, fundador de Systovi, una empresa francesa especializada en soluciones solares. A fines de 2019, se asociaron para fundar Sunology como un sitio de comercio dedicado a equipos solares.
A fines de 2021, Sunology completó su primera ronda de financiación por un monto de 1 millón de euros de Bpifrance.
Después de varios años de I+D autofinanciada, Sunology comenzó sus operaciones comerciales a principios de 2022, lanzando "PLAY", una estación solar de 400 vatios para enchufar, ensamblada en dos fábricas en Vandea y Costas de Armor, y "HOME", una plataforma para personalizar techos solares de forma remota y en 3D. La empresa tiene una red nacional de instaladores de paneles fotovoltaicos.
A fines de septiembre de 2022, Sunology anunció que se habían vendido más de 22.000 estaciones PLAY y más de 1.000 paneles HOME desde principios de año. A fines de 2022, la empresa registró un total de 42.000 estaciones solares PLAY y 2500 paneles Home vendidos.
En el primer semestre de 2023, Sunology finalizó una ronda de financiación de 10 millones de euros, principalmente de la empresa de inversión Rgreen Invest y CapHorn, para financiar su expansión en Europa.
En abril de 2023, Sunology presentó su nuevo producto "CITY", una estación solar dedicada a balcones y barandas. Funciona en modo "plug & play" y se puede instalar en poco tiempo. La estación produce un promedio de entre 440 y 710 kWh de electricidad por año.
En noviembre de 2023, Sunology recurrió a Reuniwatt, especializada en la estimación y previsión de la irradiación solar, para proporcionar datos meteorológicos a su aplicación STREAM, que permite el seguimiento en tiempo real de la producción solar.
En diciembre de 2023, Sunology anunció la firma de un acuerdo de asociación con Ekwateur, el principal proveedor francés de electricidad verde. Como parte de esta colaboración, lanzaron un sistema de batería virtual que permite comprar el excedente de producción solar.
A fines de 2023, Sunology inició la fabricación de su última estación solar PLAY Max, equipada con un panel fotovoltaico y una batería integrada que puede proporcionar 5 horas de autonomía adicional, en las instalaciones del fabricante de automóviles Forvia (anteriormente Faurecia) en Bains-sur-Oust, cerca de Redon en Ille y Vilaine.
A principios de 2024, Sunology había vendido más de 60.000 unidades de la estación PLAY.

## Ubicación
Además de Francia, Sunology también está presente en Alemania y España.

## Asociaciones
- Ekwateur[21]
- Forvia[22]
- Reuniwatt[23]